# میدل‌پورت، اوهایو
میدل‌پورت (به انگلیسی: Middleport) یک روستا در ایالات متحده آمریکا است که در شهرستان میگس، اوهایو واقع شده‌است. میدل‌پورت ۴٫۹۲ کیلومتر مربع مساحت و ۲٬۵۳۰ نفر جمعیت دارد و ۱۷۳ متر بالاتر از سطح دریا قرار دارد.